# 刘无晦
刘无晦，元朝将领，东平齐河人。刘通的曾孙，劉復亨的孙子，刘渊的儿子。
至大元年（1308年），刘无晦袭授昭信校尉、颍州副万户，不久进升为武德将军。延祐五年（1318年），因病免官。延祐六年（1319年），改任河南江北行中书省都镇抚。泰定四年（1327年），加宣武将军。